# 1,1,1-三氟-3-氯丙烷
1,1,1-三氟-3-氯丙烷（R-253）是一种有机化合物，化学式为C
3H
2F
3Cl，它可由1,1,1-三氟丙烷和氯气加热反应得到，或以三氟氯甲烷和乙烯为原料反应制得。在三正丁基膦催化下，它和三氯硅烷反应，可以得到1,1,1-三氟-3-三氯硅基丙烷。